# Cho Byoung-se
Cho Byoung-se (Hangul:조병세; ur. 20 marca 1949, Korea Południowa) – południowokoreański ekonomista, polityk, wykładowca.

## Wykształcenie
W lutym 1988 zdobył tytuł magistra na Wydziale Kształtowania Polityki Publicznej na Narodowym Uniwersytecie w Seulu.

W lutym 1994 obronił pracę doktorską na Wydziale Ekonomii Uniwersytetu Hanyang.

## Kariera polityczna
- 1979-1998 - Starszy Sekretarz Premiera rządu Republiki Korei Południowej (przez 20 lat)
- 1990-1992 -Wiceprezydent Koreańskiego Stowarzyszenia Polityki Publicznej Rozwoju Regionalnego
- 1993-1994 - Doradca ds. Badań na Uniwersytecie KAIST (Korea Advanced Institute of Science & Technology)
- 1998-1999 - Szef Protokołu Dyplomatycznego przy Premierze Republiki Korei Południowej
- 1999-2000 - Dyrektor Rządowej Korporacji ds. Opieki nad Patriotami i Weteranami Wojennymi
- 1999-2000 - Wiceminister ds.Opieki nad Patriotami i Weteranami Wojennymi
- wrzesień 2009 - marzec 2010 - Prezes Instytutu ds. Pokoju i Gospodarki Azji, Korea
- wrzesień 2009 - marzec 2010 - Prezes Instytutu ds. Pokoju i Gospodarki Azji, Korea
- od grudnia 2010 - Konsultant Europejskiego Banku Odbudowy i Rozwoju

## Kariera akademicka
- 1996-1997 - adiunkt na Uniwersytecie Nowej Południowej Walii, Australia
- od marca 2001 - profesor na Uniwersytecie Hanyang, Korea
- styczeń 2004-wrzesień 2005 - profesor na Uniwersytecie Pensylwanii, przedmioty: Koreańska Ekonomia Polityczna, Północno-Koreańska Ekonomia Polityczna
- wrzesień 2007-styczeń 2008 - profesor na Taszkienckim Stanowym Uniwersytecie Studiów Daleko-wschodnich
- od grudnia 2010 - Konsultant Europejskiego Banku Odbudowy i Rozwoju
- marzec 2011 - lipiec 2013 - profesor na Narodowym Uniwersytecie Chengchi, Tajwan[1]
- od października 2013 - profesor na Uniwersytecie Jagiellońskim

, Polska

### Książki
- “Understanding of Korean Politics”, NCCU Textbook, 2012
- “Understanding of Korean Economy”, NCCU Textbook, 2012
- “Song Taizu Zhao Guangyin” (Korean), Taebong, 2011
- “Hearing the Sound of Falling Rain over the Gourd Flower on the Fence”, Maewon, 2010
- "Those People Who Love Mountains" (Korean), A Collection of Essays, Shinsin, 1999
- "Korean Economy and Chinese Economy" (Korean), Daewoong, 1994
- "Youngdong, This Youngdong" (Korean), Regional Research, Shinsin, 1990
- "Footprints of Youngdong District" (Korean), Regional Research, Shinsin, 1993

### Prace naukowe
- “Taiwan-China ECFA: It’s Impact on the Korean Economy” (Chinese), (2011.5, NCCU)
- “Taiwan-China ECFA: Assessment and Impacts”, (2010, Taipei Mission in Busan, Korea)
- “Reunification of the Korean Peninsula in Progress: Envisioning the Process of Economic Integration” (English), (2010, Asia Economic Cooperation Foundation, Korea)
- “North Korea: Survive or Collapse?” (English), (2007, University of Pennsylvania)
- “North Korea’s External Economy” (English), (2006, University of Pennsylvania)
- “Impeachment of Korean President Roh” (English), (2004, University of Pennsylvania)
- “Economic Integration of Reunified Korea” (English), (2004, University of Pennsylvania)
- "APEC Leading to the 21st Century" (English), UNSW, Australia, 1997